# Madarosis
Madarosis (von altgriechisch μαδαρός madaros „kahl“), auch Madesis,  bezeichnet seit der Antike den Ausfall der Wimpern und lateralen Augenbrauen. Sie kann verursacht werden durch eine chronische entzündliche Erkrankung des Augenlides, insbesondere durch eine chronische Blepharitis sowie als Nebenwirkung einer medikamentösen Glaukom-Therapie mit Prostaglandin-F2α-Antagonisten.